# Porte de Clichy
Pour les articles homonymes, voir Clichy (homonymie).
La porte de Clichy est l'une des dix-sept portes percées dans l’enceinte de Thiers au milieu du XIXe siècle pour protéger Paris. Elle est aujourd'hui une porte de Paris située dans le 17e arrondissement et sépare la capitale de Clichy.

## Situation et accès

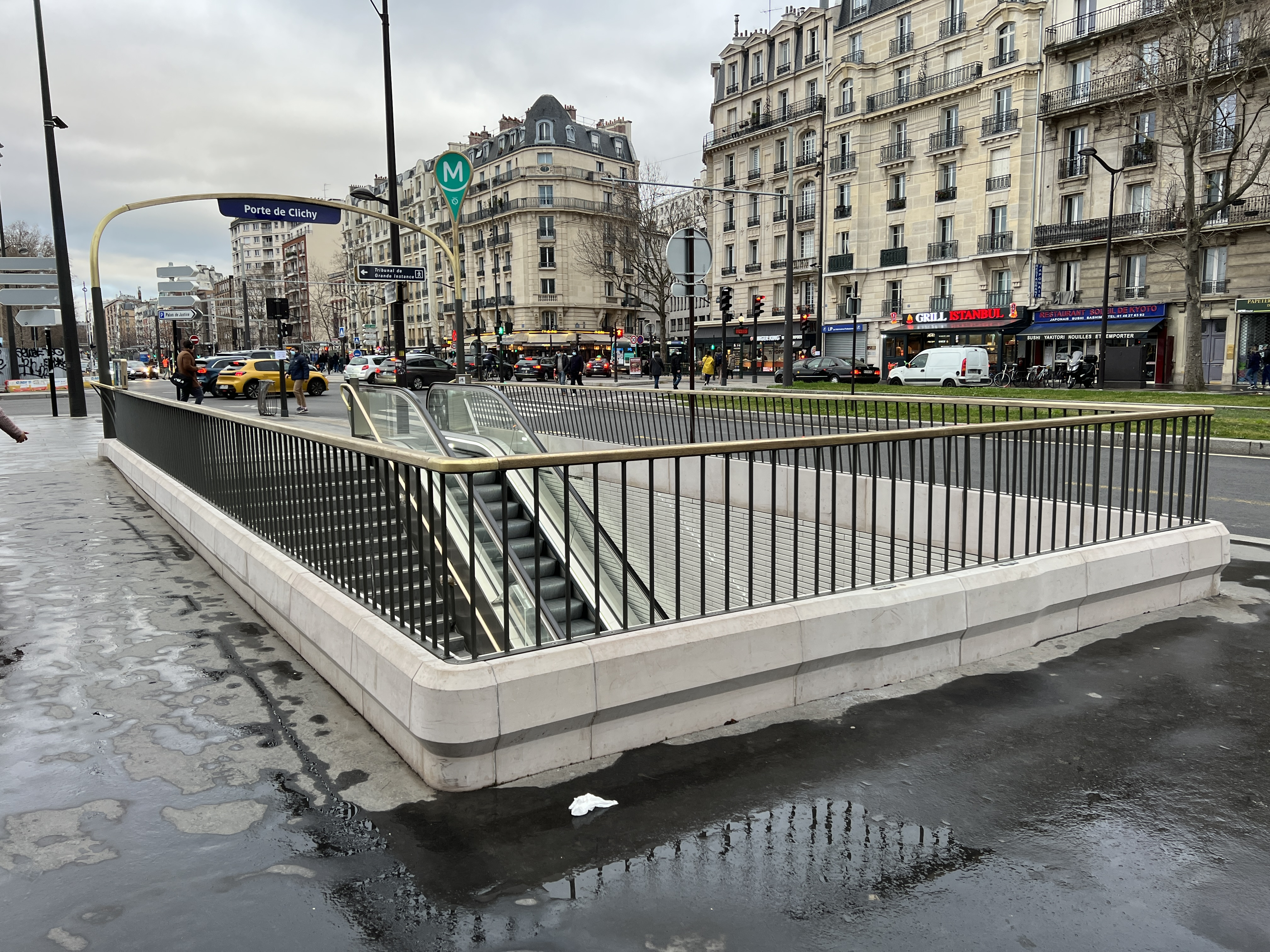
L'une des entrées de la station de métro Porte de Clichy.

La porte de Clichy se trouve à 1 000 m à l’est de la porte d’Asnières et 600 m à l’ouest de la porte Pouchet. 
Initialement située à la jonction du boulevard Bessières et du boulevard Berthier dans le prolongement de l’avenue de Clichy, elle est depuis la construction du boulevard périphérique localisée au-delà de l’avenue de la Porte-de-Clichy au niveau du boulevard de Douaumont. La porte de Clichy était l’origine de l’ancienne RN 310 (actuellement RD 911).
La porte de Clichy est un accès majeur au boulevard périphérique de Paris. 
Elle est desservie par les lignes 13 et 14 du métro à la station Porte de Clichy, par la ligne T3b du tramway à la station du même nom et par le RER C à la gare de la Porte de Clichy.

## Origine du nom
Cette porte doit son nom à la ville de Clichy à laquelle elle mène.

## Historique

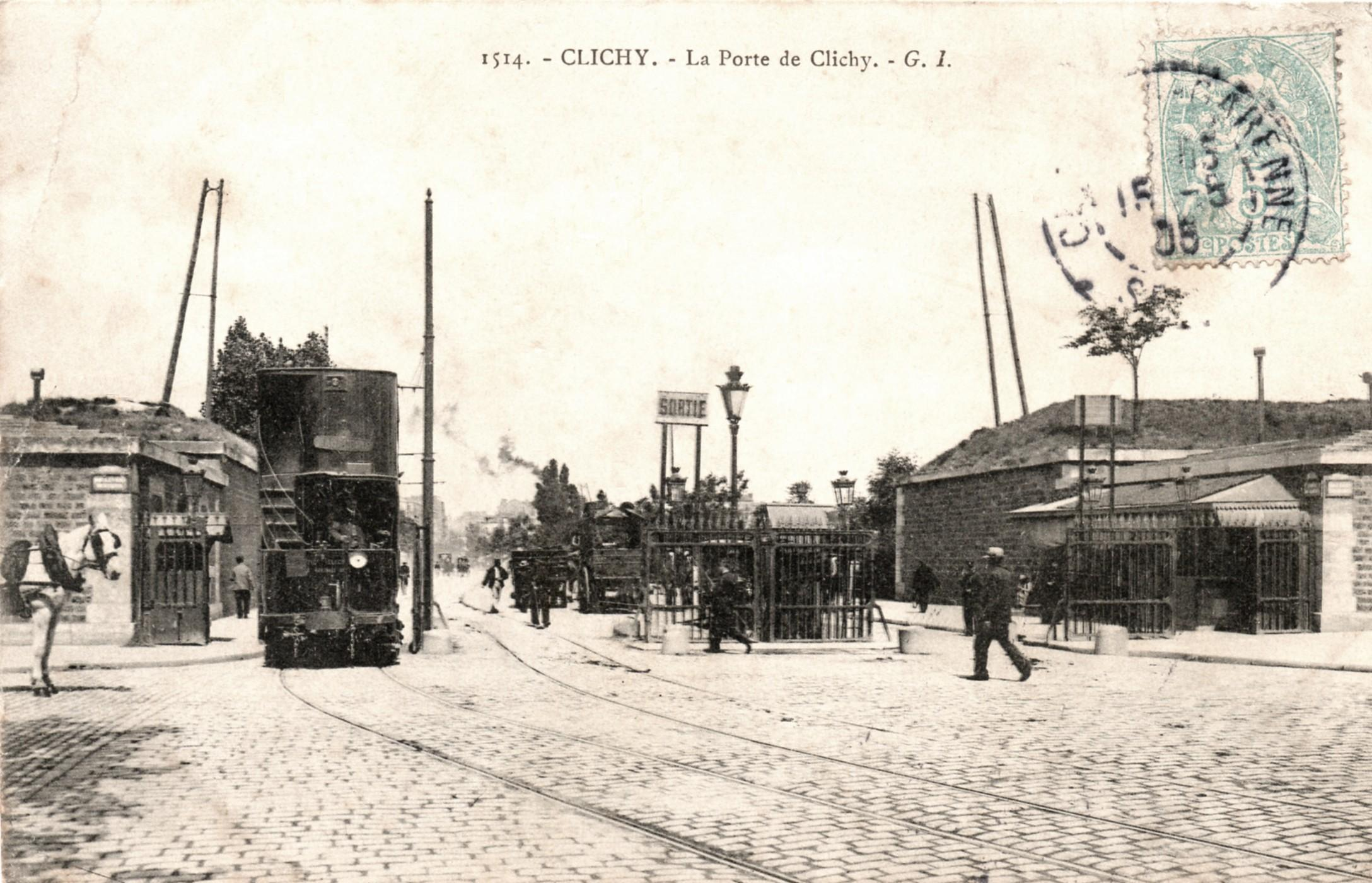
Tramway de la TPDS (lointaine ancêtre de la RATP) franchissant l'enceinte de Thiers à la porte de Clichy, vers 1904.

C'est un tronçon de la route départementale no 11, dite de la Révolte, créée vers 1750 sur l'emplacement d'un ancien chemin conduisant à Saint-Denis. 
Cette porte fut construite vers 1840 sur l'ancienne commune de Clichy, avant son démembrement opéré par la loi du 16 juin 1859. Elle contrôlait l’entrée des fortifications par l’ancien boulevard Jean-Jaurès (route nationale 310), devenu l'avenue de la Porte-de-Clichy.
Une partie de la voie délimite la ZAC Clichy-Batignolles

## Équipements
La porte de Clichy est un axe routier au nord de Paris et une zone SNCF. Elle est attenante au lycée Honoré-de-Balzac, aux Ateliers Berthier, et au cimetière des Batignolles.
En 2017, la construction de la Cité judiciaire est achevée sur le site localisé entre le boulevard de Douaumont et les Ateliers Berthier, doit accueillir les nouveaux locaux des tribunaux d'instance répartis dans chacun des 20 arrondissements de la capitale, du Tribunal de grande instance de Paris (actuellement installé au Palais de Justice) et la Direction régionale de la police judiciaire de Paris (le fameux 36, quai des Orfèvres). En mai 2017, la place devant la cité est dénommée « parvis du Tribunal-de-Paris » (qui est renommée Parvis Robert-Badinter en février 2025).
De mai 2013 à mai 2014, la zone de la porte de Clichy est intégralement restructurée lors d'importants travaux.